# هيو ويلسون (أكاديمي)
هيو ويلسون (بالإنجليزية: Hugh Wilson)‏ هو عالم نبات نيوزيلندي، ولد في 1945 في تيمارو ‏ في نيوزيلندا.